# ヒーリングっど♥プリキュア サウンドアルバム
『ヒーリングっど♥プリキュア サウンドアルバム』は、東堂いづみ原作によるアニメシリーズ第17作『ヒーリングっど♥プリキュア』のボーカルアルバム、オリジナル・サウンドトラックシリーズ。
本項に記述されているディスコグラフィはいずれもマーベラスが発売し、販売元はソニー・ミュージックソリューションズが担当している。

## ボーカルアルバム

### 〜Voice of life〜
『ヒーリングっど♥プリキュア』初のボーカルアルバムで、プリキュア役・ヒーリングアニマル役の声優や主題歌歌手によるイメージソング全8曲を収録。ジャケットには私服姿の初期メンバー3人と4匹のヒーリングアニマルがプリントされている。
初回封入特典として、ジャケットサイズ・ステッカーを封入。なお当初は2020年9月開催予定のライブイベントの先行抽選応募券も封入される予定だったが、イベント開催中止に伴いこの応募券の封入もなくなっている。
1. LOVE FOR ALL
歌：Machico
作詞・作曲：藤本記子、編曲：福富雅之
2. ワタシBlooming
歌：花寺のどか（CV：悠木碧）、ラビリン（CV：加隈亜衣）
作詞：こだまさおり、作曲・編曲：Lantan
3. ホッとスプリング
歌：沢泉ちゆ（CV：依田菜津）、ペギタン（CV：武田華）
　作詞：こだまさおり、作曲・編曲：Lantan
4. カワイイ Be Ambitious!!
歌：平光ひなた（CV：河野ひより）、ニャトラン （CV：金田アキ）
作詞：こだまさおり　作曲・編曲：Lantan
5. Good Good ハ〜イ!!
歌：Machico with 吉武千颯
作詞：大森祥子、作曲・編曲：坂東邑真
6. かえりたい場所
歌：北川理恵・宮本佳那子
作詞：六ツ見純代、作曲：夢見クジラ、編曲：SHIKI
7. シェアして！プリキュア
歌：五條真由美
作詞：青木久美子、作曲・編曲：三好啓太
8. ふたごの目玉焼き、だ〜れだ（ボーナストラック）
歌：北川理恵
作詞：こだまさおり　作曲・編曲：Lantan
劇中に登場するヒーリングアニマルの絵描き歌。

### ボーカルベストアルバム 〜We are Alive!!〜
これまで発表された主題歌、挿入歌、イメージソング等を収録したベスト盤で、OPテーマのオリジナルバージョンとプリキュアバージョン、前後期EDテーマ、イメージソングのほか、新規収録として北川理恵による新曲とボーカルアルバムに収録の「シェアして！プリキュア」のカバーバージョン、キャラクターソングのキャラクターまたはヒーリングアニマルいずれかのボーカルトラックのみのバージョンを収録。初回特典はジャケットサイズステッカー。また店舗特典としてティーカップマーカーが用意されている。
1. ヒーリングっど♥プリキュア Touch!!
歌：北川理恵
作詞：こだまさおり、作曲：高取ヒデアキ、編曲：籠島裕昌
2. ミラクルっと♥Link Ring!
歌：Machico
作詞：eNu、作曲：大橋莉子、編曲：KOH
3. エビバディ☆ヒーリングッデイ!
歌：宮本佳那子
作詞：藤本記子、作曲：ANDW、編曲：立山秋航
4. ヒーリングっど♥プリキュア Touch!! 〜Precure Quartet Ver〜
歌：キュアグレース（CV：悠木碧）、キュアフォンテーヌ（CV：依田菜津）、キュアスパークル（CV：河野ひより)、キュアアース（CV：三森すずこ）
作詞：こだまさおり、作曲：高取ヒデアキ、編曲：籠島裕昌
5. LOVE FOR ALL(Short Ver.)
歌：Machico
作詞・作曲：藤本記子、編曲：福富雅之
6. Good Good ハ〜イ!!(Short Ver.)
歌：Machico with 吉武千颯
作詞：大森祥子、作曲・編曲：坂東邑真
7. かえりたい場所
歌：北川理恵・宮本佳那子
作詞：六ツ見純代、作曲：夢見クジラ、編曲：SHIKI
8. Ready Steady →プリキュア!!
歌：キュアグレース（CV：悠木碧）、キュアフォンテーヌ（CV：依田菜津）、キュアスパークル（CV：河野ひより)、キュアアース（CV：三森すずこ）
作詞：こだまさおり、作曲・編曲：Lantan
9. Let's手と手でキュン!
歌：北川理恵・Machico・宮本佳那子
作詞：マイクスギヤマ、作・編曲：KOHTA YAMAMOTO
10. シェアして！プリキュア〜Rie Kitagawa Ver.〜
歌：北川理恵
作詞：青木久美子、作曲・編曲：三好啓太
11. We are Alive!!
歌：北川理恵
作詞：こだまさおり、作曲・編曲：森いづみ
12. ワタシBlooming（オリジナル・カラオケwithのどか）
歌：花寺のどか（CV：悠木碧）
作詞：こだまさおり、作曲・編曲：Lantan
13. ワタシBlooming（オリジナル・カラオケwithラビリン）
歌：ラビリン（CV：加隈亜衣）
14. ホッとスプリング（オリジナル・カラオケwithちゆ）
歌：沢泉ちゆ（CV：依田菜津）
　作詞：こだまさおり、作曲・編曲：Lantan
15. ホッとスプリング（オリジナル・カラオケwithペギタン）
歌：ペギタン（CV：武田華）
16. カワイイ Be Ambitious!!（オリジナル・カラオケwithひなた）
歌：平光ひなた（CV：河野ひより）
作詞：こだまさおり　作曲・編曲：Lantan
17. カワイイ Be Ambitious!!（オリジナル・カラオケwithニャトラン）
歌：ニャトラン （CV：金田アキ）
18. 風のシンパシー（オリジナル・カラオケwithアスミ）
歌：風鈴アスミ（CV：三森すずこ）
作詞：こだまさおり、作曲・編曲：Lantan
19. 風のシンパシー（オリジナル・カラオケwithラテ）
歌：ラテ（CV：白石晴香）

## オリジナル・サウンドトラック

### テレビシリーズ1
ABCテレビ・テレビ朝日系放送テレビアニメ『ヒーリングっど♥プリキュア』のオリジナル・サウンドトラック第1弾。
収録されている全38曲のBGMは寺田志保が制作を担当。また、主題歌の「ヒーリングっど♥プリキュア Touch!!」「ミラクルっと♥Link Ring!」両曲のテレビサイズ・バージョンを収録。初回限定封入特典としてジャケットサイズ・ステッカーが同梱された。ジャケットイラストには初期3人のプリキュアがプリントされている。
1. 輝くいのち
2. ヒーリングっど♥プリキュア Touch!!（TVサイズ）
3. サブタイトル
4. こんにちは！すこやか市
5. 風薫る街
6. 生きてるって感じ
7. ヒーリングガーデン
8. 癒やしのアニマルたち
9. パートナーをさがして
10. 逃げろや逃げろ
11. ビョーゲンズのたくらみ
12. 地球をむしばむ影
13. メガビョーゲン出現！
14. 心の肉球にキュンときたら
15. スタート！プリキュア・オペレーション！
16. 地球をお手当てします！
17. プリキュア・ヒーリングフラワー！
18. エレメントさんのちから
19. お大事に
20. ヒーリングキャッチ
21. 夕暮れのもの思い
22. どうすればいいのかな
23. とんでもない思いつき
24. チグハグなふたり
25. ヒミツの匂い
26. がんばれヒーリングアニマル
27. 奇想天外大作戦
28. 怪しすぎる影
29. 不気味な気配
30. 危機せまるとき
31. 大暴れメガビョーゲン
32. 闘いの嵐の中へ
33. 必死の激闘
34. 大切なものを守りたい
35. たたかう地球のお医者さん
36. プリキュア・ヒーリングオアシス！
37. キミと一緒なら
38. 生きるってすばらしい
39. ミラクルっと♥Link Ring!（TVサイズ）
40. また見てね！

### テレビシリーズ2
ABCテレビ・テレビ朝日系放送テレビアニメ『ヒーリングっど♥プリキュア』のオリジナル・サウンドトラック第2弾。
収録されている全38曲のBGMは寺田志保が制作を担当。また、主題歌の「ヒーリングっど♥プリキュア Touch!!」「エビバディ☆ヒーリングッデイ!」両曲のテレビサイズ・バージョンを収録。初回限定封入特典としてジャケットサイズ・ステッカーが同梱。ジャケットイラストには4人のプリキュアがプリントされている。
1. 時を経て繋がる二つの風 キュアアース!
2. プリキュア・ヒーリングハリケーン!
3. ヒーリングっど♥プリキュア Touch!!（TVサイズ）
4. 今日はおかげんいかがですか?
5. ひだまりのひととき
6. 晴天のへきれき
7. 押し寄せる恐怖
8. ご冗談でショ
9. パニックは踊る
10. キングビョーゲンの野望
11. おそるべき強敵
12. ぶつかりあう闘志
13. めざめる新たな力
14. 勝機をつかむまで
15. すこやかフェスティバル
16. やるときはやるんだから
17. 熱血一直線
18. 青空に近づきたい
19. 風が語る物語
20. いにしえより続く闘い
21. 運命のいかづち
22. せまるビョーゲンズの魔手
23. 恐怖のギガビョーゲン
24. むしばまれる大地
25. 渦まく疑惑
26. さみしいときは
27. 悲しい対立
28. 救いの光
29. 崩壊への序曲
30. キングビョーゲンの脅威
31. 死闘果てしなく
32. 崩れ落ちる明日
33. この胸の痛みを
34. いのちある限り
35. 風に舞うプリキュア
36. プリキュア!ファイナル・ヒーリングっど♥シャワー!
37. 浄化される世界
38. すこやかな未来へ
39. お手当ての絆は永遠に
40. エビバディ☆ヒーリングッデイ!（TVサイズ）

### 映画サウンドトラック
2021年3月20日公開の劇場版『映画 ヒーリングっど♥プリキュア ゆめのまちでキュン!っとGoGo!大変身!!』のオリジナル・サウンドトラック。収録されているBGMは一部を除き寺田志保が制作を担当、『Yes!プリキュア5GoGo!』からも一部楽曲をモチーフとして用いている。これに加え主題歌・挿入歌の映画サイズ版、ボーナストラックとして「勇躍！プリキュア5＆ヒーリングっど♥プリキュア」のサックスソロ演奏バージョン、同時上映の短編作品『映画 トロピカル〜ジュ！プリキュア プチ とびこめ！コラボ♡ダンスパーティ！』のエンディング曲メドレーも収録している。初回限定封入特典としてジャケットサイズ・ステッカーが同梱される。
1. お母さんとの思い出
2. すてきなゆめアール
3. ヒーリングっど♥プリキュア Touch!!（映画サイズ）
4. ラテをさがして
5. ゆめアールプリンセス カグヤ
6. エゴエゴ出現
7. スタート！プリキュア・オペレーション！
8. エゴエゴ対プリキュア
9. 登場！プリキュア5
作曲：間瀬公司、編曲：寺田志保
10. 勇躍！プリキュア5＆ヒーリングっど♥プリキュア
作曲：佐藤直紀・寺田志保、編曲：寺田志保
11. プリキュア！ファイナル・ヒーリングっど♥シャワー！
12. 東京の日は暮れて
13. 夢の競技場
14. 跳べ！ちゆ
15. カグヤのために
16. ずっと一緒にいるよ
17. 我修院の計画
18. カグヤの願い
19. 奪われる夢のつぼみ
20. エゴエゴの奇襲
21. ヒーリングっど♥プリキュア！パートナーフォーム
22. 回想〜我修院の夢
23. 暴走するエゴエゴ
24. 負けない想い〜プリキュア！ヒーリングパートナー・カルテット！
25. カグヤの危機
26. 呼びあう愛
27. エゴエゴとの激闘I
28. エゴエゴとの激闘II
29. 重なるふたつの希望の力！ドリームキュアグレース！
30. Grace Flowers（映画サイズ）
31. やくそく（映画サイズ）
32. 勇躍！プリキュア5＆ヒーリングっど♥プリキュア (Sax Solo version) ＜ボーナストラック＞
33. エビバディ☆ヒーリングッデイ!＆トロピカ I・N・G エンディングリレー
リレー編曲：馬瀬みさき